# Uchylny ekran

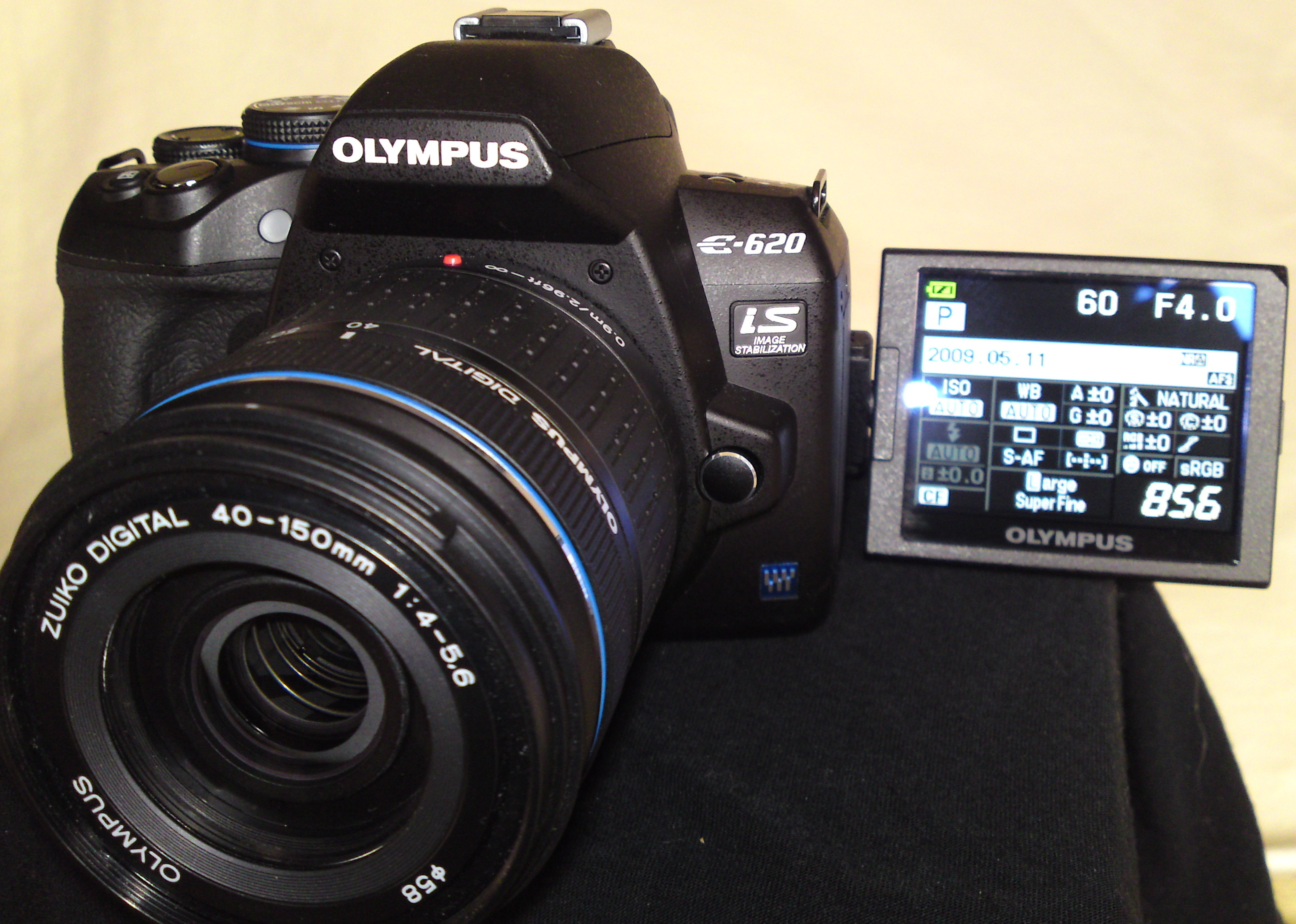
Uchylny, obrotowy ekran w lustrzance cyfrowej Olympus E-620.

W cyfrowym aparacie fotograficznym lub kamerze uchylny ekran to funkcja pozwalająca na zamianę położenia wyświetlacza LCD w stosunku do korpusu.
Uproszczona wersja zwykle umożliwia odchylenie ekranu o 90° do góry i 45° w dół (ang. Tilting screen), a niektóre rozwiązania umożliwiają odchylenie o 180° i obracanie ekranu wokół własnej osi (obrotowy ekran ang. Vari-Angle, Swivel LCD, Articulating screen) jeszcze bardziej zwiększając funkcjonalność. Uchylny ekran jest szczególnie użyteczny przy filmowaniu lub fotografowaniu dzieci (nie trzeba klękać czy kucać by uniknąć zaburzenia perspektywy występującego przy fotografowaniu z góry), w tłumie ponad głowami, nisko np. tuż przy ziemi, z żabiej lub ptasiej perspektywy, w miejscach trudno dostępnych i w małych pomieszczeniach. 
W uchylny ekran wyposażona jest większość kamer cyfrowych i niektóre cyfrowe aparaty fotograficzne. 
Alternatywę dla uchylnego ekranu stanowi obrotowy obiektyw (ang. Swivel lens).